# Леа (округ, Нью-Мексико)
Шаблон:StateAbbr_ 32°48′ пн. ш. 103°25′ зх. д. / 32.8° пн. ш. 103.42° зх. д.
Округ Леа (англ. Lea County) — округ (графство) у штаті Нью-Мексико, США. Ідентифікатор округу 35025.

## Промисловість
В окрузі розташовані виробничі потужності компанії Джоуль Анлімітед, яка займається розробкою новітніх технологій у сфері альтернативних джерел енергії та палива.

## Історія
Округ утворений 1917 року.

## Демографія
За даними перепису
2000 року
загальне населення округу становило 55511 осіб, зокрема міського населення було 43029, а сільського — 12482.
Серед мешканців округу чоловіків було 27795, а жінок — 27716. В окрузі було 19699 домогосподарств, 14714 родин, які мешкали в 23405 будинках.
Середній розмір родини становив 3,2.
Віковий розподіл населення поданий у таблиці:
| Стать    | До 15 років | 15-21 | 22-29 | 30-39 | 40-49 | 50-65 | 65-85 | Понад 85 |
| -------- | ----------- | ----- | ----- | ----- | ----- | ----- | ----- | -------- |
| Чоловіки | 6891        | 3432  | 2851  | 3871  | 4090  | 3747  | 2693  | 220      |
| Жінки    | 6662        | 3166  | 2701  | 3652  | 3857  | 3819  | 3376  | 483      |

## Суміжні округи
- Рузвельт — північ
- Кокран, Техас — північний схід
- Йохум, Техас — схід
- Ґейнс, Техас — схід
- Ендрюс, Техас — схід
- Вінклер, Техас — південний схід
- Лавінг, Техас — південь
- Едді — захід
- Чавес — захід

## Виноски
1. ↑  U.S. Decennial Census. United States Census Bureau. Архів оригіналу за 4 квітня 2018. Процитовано 2 січня 2015.
2. ↑  Historical Census Browser. University of Virginia Library. Архів оригіналу за 11 серпня 2012. Процитовано 2 січня 2015.
3. ↑  Population of Counties by Decennial Census: 1900 to 1990. United States Census Bureau. Архів оригіналу за 16 квітня 2015. Процитовано 2 січня 2015.
4. ↑  Census 2000 PHC-T-4. Ranking Tables for Counties: 1990 and 2000 (PDF). United States Census Bureau. Архів оригіналу (PDF) за 18 грудня 2014. Процитовано 2 січня 2015.
5. ↑  State & County QuickFacts. United States Census Bureau. Архів оригіналу за 6 червня 2011. Процитовано 29 вересня 2013.(англ.) Наведено за англійською вікіпедією.
6. ↑  American FactFinder. Бюро перепису населення США. Архів оригіналу за 26 лютого 2012. Процитовано 31 січня 2008.

| США | Це незавершена стаття з географії США. Ви можете допомогти проєкту, виправивши або дописавши її. |